# Safia amata
Safia amata là một loài bướm đêm trong họ Noctuidae.